# Єва майбутнього
«Єва майбутнього» (фр. L'Ève future) — науково-фантастичний роман 1886 року французького письменника Жан-Марі-Матіаса-Філіппа-Огюста Вільє де Ліль-Адана. У романі вперше у літературі використовується поняття «андроїд» («Andreide»). У творі йдеться про механічну жінку Гадалі («Hadaly» — на івриті означає «ідеал»). Її тіло — робота американського винахідника Томаса Едісона, і обговорення цієї конструкції — головний сюжет роману. Андроїд представлений в романі як ідеальна кохана, являючи образ технічно бездоганної краси і Вищого Розуму, Єву Майбутнього, яку так жадає молодий, зневірений в любові до міс Алісії Клері лорд Евальд.

## Сюжет
Винахіднику Томасу Едісону написав листа його друг лорд Евальд. У листі лорд бідкався на свою наречену міс Алісію Клері. Він був закоханий у її красу, проте Алісія виявилась пустою інтелектуально та емоційно. Вона не мала ніяких цілей та амбіції у своєму житті, також мала неврівноважений характер. Тоді Едісон запропонував створити для лорда Евальда механічну жінку, яка матиме зовнішність Алісії, проте володітиме інтелектом. Евальд погодився.
Андроїда винахідник назвав Гадалі. Він створив Гадалі, прагнучи подолати недоліки та штучність справжніх жінок і створити ідеальну і природну жінку, яка могла б принести чоловікові справжнє щастя. Едісон знайомить Евалда до Гадалі і пояснює йому точні механічні подробиці її функціонування: як вона рухається, розмовляє, дихає і купається, пояснюючи, які є природні робочі потреби Хадалі, порівнюючи їх з подібними людськими потребами та функціями.
Евальд задоволений роботою та вирушає додому до свого нового життя з новим кохання. Однак корабель Евальда тоне, а андроїд, який подорожував з вантажем, знищений.